# Tullgrenella didelphis
Tullgrenella didelphis är en spindelart som först beskrevs av Simon 1886.  Tullgrenella didelphis ingår i släktet Tullgrenella och familjen hoppspindlar. Inga underarter finns listade i Catalogue of Life.